# UFC 97
UFC 97: Redemption foi um evento de artes marciais mistas promovido pelo Ultimate Fighting Championship, ocorrido em 18 de abril de 2009 no Bell Centre em Montreal, Quebec. A luta principal foi entre a luta pelo Cinturão Peso-Médio do UFC entre o campeão Anderson Silva e o desafiante Thales Leites.

## Resultados
Nota 1 Pelo Cinturão Peso-Médio do UFC.

## Bônus da Noite
- Luta da noite:  Sam Stout vs.  Matt Wiman
- Nocaute da Noite:  Mauricio Rua
- Finalização da noite:  Krzysztof Soszynski